# Toon Express
Toon Express était une émission pour la jeunesse luxembourgeoise et française présentée par Virginie Bernard est diffusée sur RTL9 tous les mercredis après-midi du 6 septembre 2006 au 30 septembre 2009.

## Synopsis
L'émission diffuse des dessins animés et des mangas.

## Anecdotes
Cette émission prend la suite d'autres émissions de jeunesse :
- L'École Buissonnière (1955-1980) ;
- Citron Grenadine (1980-1984) ;
- La Bande à Grobo (1984-1986) ;
- Junior (1993-1997).